# Navarrai Johanna angol királyné

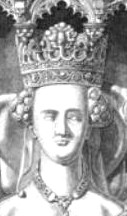
Navarrai Johanna síremléke

Navarrai Johanna (Pamplona, 1370. – Havering-atte-Bower, 1437. június 10.), Bretagne régens hercegnéje és angol királyné. I. Blanka navarrai királynő nagynénje.

## Testvérei
- Mária (1360-1400)
- III. Károly navarrai király (1361-1425. szeptember 8.)
- Bona (1364-1389)
- Péter (1366. március 31 - 1412. július 29.)
- Fülöp (1368-ban született, de valószínűleg még csecsemőként meghalt)
- Blanka (1372-1385)

## Élete
II. Károly navarrai király és Valois Johanna francia királyi hercegnő hatodik gyermeke és harmadik leánya.
Apai nagyszülei: III. Fülöp navarrai király és II. Johanna navarrai királynő
Anyai nagyszülei: II. János francia király és Luxemburgi Bona cseh királyi hercegnő
1386. október 2-án, 16 évesen hozzáment a 47 esztendős V. János bretagne-i herceghez, akinek ő már a harmadik felesége volt.
1399 és 1403 között fia, a későbbi VI. János bretagne-i herceg gyámjaként régensi feladatokat látott el a kilencéves fiú örökölt tartományában.
1399. november elsején a 29 éves Johanna megözvegyült, s négy év múlva újra férjhez ment, ezúttal az angol királyhoz, a 35 esztendős IV. Henrikhez, aki ugyancsak özvegy volt.
Házasságuk 10 éve alatt nem született közös gyermekük, de Johanna szokatlanul jó viszonyt ápolt férje gyermekeivel. Amikor a király gyakran összevitatkozott a trónörökössel, a későbbi V. Henrikkel, az asszony gyakran mostohafia mellé állt a konfliktusok során.
Ezzel teljesen ellentmond az a szóbeszéd, miszerint V. Henriket többször boszorkányság és mérgezés útján akarta meggyilkolni Johanna. Úgy tűnik, V. Henrik elhitte Johanna ellenségeinek vádjait, ezért 1419-ben házi őrizet alá fogta mostohaanyját az angliai Sussex megyében, a Pevensey Kastélyban.
Négy év múlva engedte őt szabadon a király, s onnantól kezdve Johanna már visszavonultan, békében élhetett, Nottingham kastélyában.
Az asszony 1437. június 10-én, 66 évesen hunyt el, Havering-atte-Bowerben.
A kenti Canterbury Katedrálisban van végső nyughelye.

## Gyermekei
Johanna kilenc gyermekkel ajándékozta meg első férjét:
- Johanna (1387. augusztus 12 - 1388. december 7.)
- egy halva született lánygyermek (1388-ban)
- János (1389. december 24 - 1442. augusztus 29.), VI. János néven Bretagne következő hercege
- Mária (1391. február 18 - 1446. december 18.), La Guerche úrnője
- Margit (1392-1428. április 13.), Guillac úrnője
- Artúr (1393. augusztus 24 - 1458. december 26.), a későbbi III. Artúr, Bretagne hercege
- Gilles (1394-1412. július 19.), Chantocé és Ingrande ura
- Richárd (1395-1438. június 2.), a későbbi Richárd bretagne-i herceg
- Blanka (1397-1419)